# Antonín Novotný
Antonín Novotný, född 10 december 1904 i Letňany i dåvarande Österrike-Ungern, död 28 januari 1975 i Prag, var en tjeckoslovakisk politiker.

## Biografi
Novotný blev medlem av det tjeckoslovakiska kommunistpartiet 1921. Efter andra världskriget avancerade han snabbt inom partiapparaten och blev 1953 förste partisekreterare och var sedan partiets ordförande 1953-1968.
År 1953 blev han också vice ministerpresident och var senare  Tjeckoslovakiens president 19 november 1957-22 mars 1968. 
Novotný försökte driva en stalinistisk politik men tvingades godta flera liberaliserande åtgärder vilket undergrävde hans maktställning. År 1968 fick han ge plats för den mera reformvänlige Alexander Dubček som förste partisekreterare och sedan också avgå som president. Har förlorade samtidigt sitt partimedlemskap men fick upprättelse vid partikongressen 1971.